# Maurice Gicquel
Pour les articles homonymes, voir Gicquel.
Maurice Gicquel (1936-2023) est un alpiniste français.

## Biographie
Maurice Gicquel naît en 1936 à Paris. Diplômé en métallurgie, il mène une brève carrière de footballeur professionnel avant d'accomplir son service militaire.
Son appétence pour la montagne le mène à être bénévole au sein de l'Union nationale des centres sportifs de plein air (UCPA) dans les activités de montagne. Il est aspirant-guide à 25 ans, et en 1964, il fait partie de l'expédition en Alaska dirigée par Lionel Terray, réalisant la première ascension du mont Huntington. En 1965, il est major de sa promotion de guide puis devient professeur d'alpinisme et de ski et chef de stage à l'Ecole nationale de ski et d'alpinisme (ENSA). Il grimpe la face sud de l'Annapurna en 1970 avec Gérard Devouassoux, et le pilier sud du Pumori en 1972. Il est de 1972 à 1995 chef du département alpinisme de l'ENSA.
Il s'éteint en 2023 à l'âge de 86 ans,.

## Hommages et distinctions
Il est fait chevalier de la Légion d'honneur en 1997.
Il est nommé Gloire du sport par la Fédération des internationaux du sport français (FISF) en 2011.

## Famille
Il est un lointain parent du journaliste Roger Gicquel.